# Ontherus carinicollis
Ontherus carinicollis là một loài bọ cánh cứng trong họ Bọ hung (Scarabaeidae).